# 4-20mA
4–20 mA – standard przemysłowy natężenia przepływu prądu wykorzystywany w analogowych systemach pomiarowych i sterowania.
Najczęściej wykorzystywany jest on w czujnikach, rzadziej w sterowaniu. W przypadku czujników mierzona wielkość fizyczna zamieniana jest na prąd o wartości od 4 mA do 20 mA. Z tego powodu nazywane są przetwornikami, gdyż same nie wskazują wartości, a jedynie zamieniają ją na wielkość elektryczną. Przykładem mogą być przetworniki ciśnienia, gdzie np. przetwornik ciśnienia względny o zakresie od 0 barów do 30 barów zamienia wartość ciśnienia na prąd gdzie: 4 mA to 0 barów, a 20 mA to 30 barów. Standard ten popularny jest przy przetwornikach ciśnienia i różnicy ciśnień oraz różnego rodzaju przepływomierzach.
By w praktyce zrealizować standard 4–20 mA czujnik, zasilacz i miernik (np. rejestrator) muszą znajdować się w pętli prądowej. Kable, w odróżnieniu od zwykłych kabli elektrycznych, są standardowo kolorów: brązowy (+) i biały (-). Stosuje się to by lepiej odróżnić kable sygnałowe od zasilających (prąd stały przy zasilaniu: kable czerwono-czarne). Stosuje się zazwyczaj standard przemysłowy zasilaczy o napięciu 24 V, jest to napięcie bezpieczne, nie zagrażające użytkownikowi nawet w warunkach znacznie gorszych niż w normalnych warunkach środowiskowych. Zazwyczaj czujniki mają szeroki zakres zasilania nawet od 12 V do 35 V.
Zalety standardu:
- Prostota instalacji.
- Prostota zasady pomiaru – urządzenie pomiarowe jest w rzeczywistości zwykłym miliamperomierzem z opcją przeliczania wartości.
- Fakt, iż dolny zakres pomiarowy wypada przy prądzie 4 mA ułatwia rozpoznanie błędnego montażu lub uszkodzenia czujnika lub kabla. W przypadku braku sygnału nie pojawia się prąd, a 0 mA na mierniku jest traktowane jako błąd.
- Niewielkie koszty czujników i okablowania.
- Liniowa zależność między wartością mierzoną a prądem 4–20 mA ułatwia wzorcowanie czujnika.